# Jordi Domènech i Soteras
|  | Aquest article tracta sobre el poeta; per a l'actor, vegeu l'article Jordi Domènech i Navarro |

Jordi Domènech i Soteras (Sabadell, 1 de juny de 1941 - 19 d'octubre de 2003) fou un poeta i traductor català.

## Apunt biogràfic
Domènech va néixer a Sabadell l'any 1941 dins d'una família obrera. El pare, ebenista i la mare, treballadora a preu fet en una fàbrica de teixits. Criat en un ambient laïc i d'esquerres -el seu pare va ser castigat pel règim franquista per la seva fidelitat a la República- va estudiar peritatge mecànic en l'Escola Industrial de Terrassa i es graduà en disseny industrial a l'Escola Massana de Barcelona.
En l'aspecte literari fou fonamentalment autodidacta, malgrat el primer mestratge del poeta gironí mossèn Camil Geis, capellà de la parròquia de Sant Fèlix de Sabadell, que l'inicià en la llengua i l'aconsellà en els inicis.
Casat amb Núria Codina Boixadera, la mort de la seva dona el 1997 fou l'origen d'uns impressionants poemes, dins del llibre Amb sense.
Transgressor, rupturista i traductor modèlic és, segurament, un dels millors poetes catalans del segle xx.

## Obra

### Poesia
- 1970. I quan robert schumann va Escriure la. Sabadell. Edició de l'autor.
- 1971. Poema en deu troços. Primera edició dins de I li estreba les vetes de la cotilla (Homenatge a Joan Oliver). Barcelona: Miquel Arimany, editor. Edició patrocinada per l'Acadèmia de Belles Arts de Sabadell.
- 1974. Poema en deu troços / Un poema en dez anacos. Segona edició (bilingüe). Traducció de Basilio Losada. A Coruña: Ediciós do Castro.
- 1984. En comptes de la revolució. Primera edició. Sant Boi de Llobregat: Edicions del Mall, (Llibres del Mall, 81). Amb un text final de Vicenç Altaió: En comptes de la revolució o la naixença de l'escriptura sense llançadora.
- 1994. Pàssara caparós kataja nix (dins AA.VV. Espais intransitables). Cafè Central (Plaquettes, 57).
- 1994. Quatre paisatges. Castellar del Vallès. Revista Artilletres, 18, pàgines 34-35.
- 1995. Història de l'arquitectura. Primera edició. Vic: Cafè Central i Eumo Editorial (Jardins de Samarcanda, 10).
- 1995. Alba pratalia. Relectura de poesia sabadellenca. Primera edició. Sabadell: Fundació Ars (abans Fundació Amics de les Arts i de les Lletres de Sabadell), (Grafia, 2). Dibuixos d'Oriol Vilapuig i prefaci d'Antoni Clapés.
- 1998. Baralla d'aniversari (o autobiografia). Sabadell: Quadern de les idees, les arts i les lletres, número 116, pàgina 104.
- 1999. Xulipapus. Sabadell: Edicions CCCA. Edició privada de set exemplars, amb set poemes i set il·lustracions de Benet Ferrer.
- 2001. Vine, Venusvenècia a l'aigua. Primera edició. Terrassa: Albert Novellón. Amb pintures d'Albert Novellon.
- 2002. Amb sense. Primera edició. Palma: Editorial Moll (Balenguera, 106).
- 2008. Obra poètica 1971-2002. Primera edició. Vic: Cafè Central i Eumo Editorial (Jardins de Samarcanda, 50). Estudis introductoris d'Antoni Clapés[3] i D. Sam Abrams.[4]

### Aforismes
- 1994. La llei del parèntesi (o tota precaució és poca). Primera edició. Barcelona: Cafè Central (Plaquettes, 50).

### Articles
- 1998. Camil. Sabadell: Quadern de les idees, les arts i les lletres, número 118, pàgina 206.
- 2002. ECS! EMA. Sabadell: Quadern de les idees, les arts i les lletres, número 135, pàgina 16.
- 2002. Camil, poeta. Sabadell: Ajuntament de Sabadell. Dins ...una mica de mi. Lectura de poemes de Mossèn Camil Geis amb motiu del centenari del seu naixement.
- 2003. Novetats a la poesia "Dialectal" italiana: els primers. Sabadell: Quadern de les idees, les arts i les lletres, núm. 139, pàgina 19.
- 2003. Poesia "Dialectal" italiana. Segona entrega. Sabadell: Quadern de les idees, les arts i les lletres, número. 140, pàgina 23.
- 2003. Poesia dialectal d'Itàlia. Cerdanyola del Vallès: 2003. Quaderns d'Italià, número 8/9, pàgina 141 vid. article complet.

### Traduccions
- s. a.. Tres poetes gallecs: Antonio Rodríguez Reixa. i parlem (del llibre As ladillas do travesti). Alberto Avendaño. és clar (del llibre facer pulgarcitos tres). Manuel M. Romón. recito batussi (del llibre galletas kokoschka non). Sabadell: Edició de Jordi Domènech.
- s. a.. J. M. Ballad. A Joan Miró (A Joan Miro). Sabadell: Edició de Jordi Domènech.
- 1981. Xosé Luis Méndez Ferrín. Roi Xordo (Roi Xordo). Sabadell: Edició de Jordi Domènech.
- 1982. Giulia Niccolai.[5] Harry's Bar Ballad (Harry's Bar Ballad).[6] Sabadell: Edició de Jordi Domènech.
- 1983. Vittorio Sereni. Campo Ospedale 127 (Campo Ospedale 127). Saba (Saba). Muetzí (Muezzin). Sabadell. Edició de Jordi Domènech.
- 1985. Giuseppe Ungaretti. L'alegria (L'allegria). Edició bilingüe. Barcelona: Edicions del Mall (Poesia del segle xx, 4). Pròleg d'Haroldo de Campos.
- 1987. Italo Svevo. Senilitat (Senilità). Barcelona:Edicions Proa (Biblioteca A tot vent, 260).
- 1989. Xavier Seoane Rivas. ací (aquí). (interior, I) (interior, I). Sabadell: Edició de Jordi Domènech.
- 1990. Adriano Spatola. Versos per a Vrsac. Caçador de mosques. Traducció d'una passejada quasi promenade. (del llibre La piegatura del foglio). Sabadell: Edició de Jordi Domènech.
- 1991. Fiama Hasse Pais Brandâo. I el monjo blanc (E o monge branco). Les granotes d'Hermes (As râs de Hermes). Sintra (Sintra). Sabadell: Edició de Jordi Domènech.
- 1993. Ignazio Delogu. Sol lívid (Sole biaitu). Riu sec (Riu siccu). Nit de lluna (Notte 'e luna). La poma (Sa mela).
- 1993. Álvaro Cunqueiro. Herba aquí o allà (Herba aqui ou acola). Edició bilingüe. Barcelona: Edicions 62 (Els llibres de l'escorpí. Poesia universal del segle xx, 9). Pròleg de Josep Maria Llompart.
- 1994. Cinc poetes lígurs: Cesare Vivaldi. De Tortona a Milà (Da Turtúna a Milan). Giuseppe Cassinelli. Com uns verds llangardaixos (Cume verdi angurassi). Paolo Bertolani. A causa d'un clavell (Per via d'en ghèfe). Gerolamo Delfino. Per a l'Eugenio (Pè Eugenio). Giannino Balbis. L'ombra d'un vidre (L'ombra d'in védru). Sabadell: Edició de Jordi Domènech.
- 1995. Ignazio Delogu.[7] Improbable viola (Improbabile viola).Barcelona: Columna Edicions (El corb, 5).
- 1995. Maria Luisa Spaziani. Barcelona i altres poesies (Barcelona e altre poesie). Edició trilingüe (amb traducció castellana d'Ángel Crespo). Barcelona:Cafè Central (Plaquettes, 65].
- 1995. Ignazio Delogu. Elegia corporal (Elegia corporale). Edició bilingüe. Barcelona:Cafè Central (Plaquettes, 69].
- 1997. Casimiro de Brito. Austeritat (Austeridade). Egito Gonçalves. Església de Sant Basili (Igreja de S. Basílio). Fiama Hasse Pais Brandao. El text de Joan Zorro (O texto de Joan Zorro). Gastâo Cruz. No dormirem sobre aquest sòl i la (Neste châo nâo dormimos e a). José Viale Moutinho. Teatre de La Fenice (Teatro de La Fenice). Nuno Júdice. Zoologia: els lleopards (Zoologia: os leopardos). Rosa Alice Branco. Amor platònic (Amor platónico). Yvette K. Centeno. El cos de la dona, el cos que l'home usufrueix (O corpo da mulher, o corpo de que o homem usufrui. Dins Dinant a Barcelona, sopant a Lisboa (per a la Núria, que hi era).Sabadell: Edició de Jordi Domènech.
- 1998. Ignazio Delogu. No es veia cap vall (Per un'adde s'idiat). Francesco Granatiero. L'aigua, la set l'ensenya (L'acque, la sèite la mbére). Mario Grasso. Somni de bojos (Sonnira di pazzi). Tonino Guerra. Ezra Pound (Ezra Pound). Franco Loi. L'estar massa segur fa tornar boig (L'è vèss segür che fa deventar matt. Albino Pierro. Potser em vols (Mbarèche mi vó). Leonardo Zanier. Cristalls (Cristals). Andrea Zanzotto. La Teresa (La Taresa. Dins Vuit poetes (dialectals?) italians.Sabadell: Edició de Jordi Domènech.
- 2001. Claudio Magris. Kitsch i passió. Hanna Arendt i Martin Heidegger (del llibre Utopia e disincanto). Sabadell: Quadern de les idees, les arts i les lletres, número 129, pàgines 6-8.
- 2004. Fiama Hasse Pais Brandâo. Amor pels llibres (Amor pelos livros). Vic: Cafè Central iEumo Editorial (Jardins de Samarcanda, 32).

## Premis literaris
- 1962. Premio Nacional de Poesia Universitaria (en català). Universitat de Santiago de Compostela.[8]
- 1964. Novè Premi Martí i Peydró. Sabadell. Per l'obra La terra aspra. Compartit amb Ramon Moix Cusidó.
- 1970. Catorzè Premi Martí i Peydró, Sabadell. Per l'obra Dos-cents quinze, dos-cents setze. Compartit amb Josep-Ramon Bach Núñez.
- 1983. Premi de Poesia Josep M. López-Picó. Premis literaris Vila de Vallirana. Per l'obra En comptes de la revolució.